# 壓力中心 (流體力學)
在流體力學中，壓力中心是物體上的一個點，並且作用在該點上的單一個力可以表示壓力場在物體上的總效應。作用在壓力中心的力是壓力向量場在物體表面上的面積分。合力與壓力中心產生的力和力矩等效於原本的壓力場。 
壓力中心的概念在流體靜力學與流體動力學中均有出現。如果有壓力中心、參考點以及壓力中心上的力，就可以計算對任意點的力矩，只需將參考點平移到新的點上。在一般情況，壓力中心在物體上；但在流動的液體中，施加在物體上的力矩可能使壓力中心在物體之外。

## 流體靜力學中的例子 (水壩)
因為在水壩中是靜力，壓力的大小隨深度線性變化。將壓力乘上水壩的寬度並積分，就可以得到作用在水壩上的力。壓力中心在三角型壓力場的幾何中心，從水面到底部的 {\displaystyle {\tfrac {2}{3}}} 處。在某點附近的力和力矩可以由壓力中心和總體的力計算。

## 帆船中的應用
在帆船的設計裡，會使用壓力中心來表示船帆上空氣動力聚集的點。
帆上的空氣動力壓力中心與船體上的流體動力壓力中心（稱為側向阻力中心）的關係決定了船在風中的行為。在航海術語中稱為舵，分為迎風舵和背風舵。少數水手認為，迎風舵是更理想的狀況，但大多數水手更喜歡中立的舵。
產生舵的原因，是帆面壓力中心與船體橫向阻力中心的位置關係。如果壓力中心位於側向阻力中心的後方，會產生迎風舵，船舶傾向於逆風行駛。
如果情況反過來，壓力中心在側向組力中心前面，則會產生背風舵。如果有過大的迎風舵或背風舵都是不理想的，因為舵手必須保持舵偏轉來對抗它，這會造成額外的阻力。

## 飛機的空氣動力學
不僅在航行中，飛機設計中也需要保持穩定。因此，飛機設計同樣使用了壓力中心。就像帆一樣，剛性的非對稱翼型不僅產生升力，而且產生力矩。飛機的壓力中心是所有壓力場都可以由單一力向量表示的點，並且不產生力矩。  類似的想法是空氣動力中心，它是機翼上的點，其中空氣動力產生的俯仰力矩隨攻角保持恆定。
空氣動力中心在所有飛行器的縱向穩定性分析中扮演重要角色。當飛機的俯仰角和迎角受到干擾（例如，受到風切/垂直陣風）時，飛機可自動返回到其原始的俯仰角和攻角，而無需飛行員或自動駕駛儀控製。為了讓飛機在沒有飛行員或自動駕駛儀輸入的情況下返回其配平姿態，它必須具有縱向穩定性。

## 飛彈的空氣動力學
通常，飛彈有對稱的翼型。由於在小攻角下，對稱翼型的壓力中心相對恆定，因此飛彈工程師通常會使用整個飛行器的完整壓力中心以進行穩定性和控制分析。在飛彈分析中，壓力中心通常定義為，由於攻角的變化而產生的附加壓力場的壓力中心。
對於一般火箭，配平位置通常使攻角為零。壓力中心定義為，由非常小的攻角產生的氣流場在整個飛行器上的壓力中心（即壓力中心在攻角接近零時的極限）。為了使飛彈具有穩定性，上述的總壓力中心必須比重心距火箭前端更遠。在攻角較低的火箭中，對壓力中心的貢獻主要由前端、機翼和尾翼決定。當計算用來表示壓力中心的幾何中心時，可以使用歸一化正向力對攻角的導數，再乘以壓力中心的位置。氣流流場的壓力中心位於重心後面，附加力指向附加攻角的方向；這會產生一個力矩，將火箭推回配平位置。
如果是飛彈，尾翼可以調整不同攻角調整飛行器，壓力中心是在未偏轉尾翼位置的攻角下氣流場的壓力中心。為了保持飛彈的穩定性，壓力中心必須比重心更靠後。這樣一來，當攻角增加時，產生的任何力都會使回復力矩增加，將飛彈推回原位。

## 壓力中心在空氣動力場中的移動
在對稱翼型上，壓力中心通常位於翼型前緣後方，弦長的 25% 處(稱為四分之一弦點)。對於對稱翼型，隨著攻角和升力係數的變化，壓力中心不會移動。 當攻角小於失速角時，壓力中心仍保持在四分之一弦點附近。壓力中心在飛機控制中的作用與飛彈中的作用不同。
在有弧度的翼型上，壓力中心不會保持在固定的位置。 對於傳統的弧形翼型，壓力中心在最大升力係數（大攻角）時位於四分之一弦點後面一點，但隨著升力係數減小（攻角減小），壓力中心向後移動。  當升力係數為零時，機翼不會產生升力，但傳統的弧形機翼會產生機頭朝下的俯仰力矩，因此壓力中心的位置位於機翼後面無限遠的位置。
對於反射弧翼型，在最大升力係數（大攻角）時，壓力中心位於四分之一弦點之前一點，但隨著升力係數減少（迎角減少），壓力中心向前移動。當升力係數為零時，翼型不產生升力，但反射弧翼型會產生機頭向上的俯仰力矩，因此壓力中心的位置位於翼型前方無限遠的位置。在反射弧翼型上，壓力中心的這種移動方向具有穩定作用。
壓力中心會隨著升力係數變化而移動，使得在飛機縱向穩定性的數學分析中很難使用壓力中心。因此，在進行數學分析時使用空氣動力中心要簡單得多。空氣動力學中心佔據機翼上的固定位置，通常靠近四分之一弦線。
空氣動力中心是縱向穩定性的概念起點。水平穩定面提供了額外的穩定性，這使得重心可以位於空氣動力中心後方一小段距離，而飛機不會影響穩定。飛機具有中立穩定性的重心位置稱為中立點。